# Gryllus vocalis
Gryllus vocalis är en insektsart som beskrevs av Scudder, S.H. 1901. Gryllus vocalis ingår i släktet Gryllus och familjen syrsor. Inga underarter finns listade i Catalogue of Life.